# Harald Duwe
Harald Duwe (* 28. Januar 1926 in Hamburg-Rothenburgsort; † 15. Juni 1984 in Tremsbüttel) war ein deutscher Maler.

## Leben
Harald Duwe war der Sohn von Elke Nieland und Hans Duwe. Sein Vater arbeitete im Fuhrgeschäft der Großeltern. Im Jahr 1942 absolviert Harald Duwe eine Lehre als Lithograph in Hamburg, die er 1944 in Leipzig fortsetzt und 1945 – unterbrochen durch zwei Monate Kriegsgefangenschaft – mit dem Gesellenbrief beendete. Von 1945 bis 1950 studierte er an der Hochschule für bildende Künste in Hamburg. Zu seinen Studienkollegen gehörten u. a. Vicco von Bülow, Horst Janssen, Paul Wunderlich, Bernd Hering. Hier lernten sich Harald Duwe und Heilwig Ploog kennen. Das Paar heiratete 1951; der Ehe entstammen die Kinder Katharina (* 1952), Johannes (* 1956) und Tobias (* 1961).
Seit Abschluss des Studiums arbeitete Harald Duwe als freischaffender Künstler. 1954 erhielt er ein Stipendium des Kulturkreises im Bundesverband der Deutschen Industrie. In diesen Jahren entstanden hauptsächlich Landschaftsbilder,  die sich nicht im erhofften Umfang verkaufen ließen.
Im Jahr 1964 übernahm Harald Duwe eine Lehrtätigkeit für räumliches Darstellen an der Hamburger Ingenieurschule für Fahrzeugtechnik, die in der heutigen Hochschule für Angewandte Wissenschaften Hamburg integriert ist. In den folgenden Jahren entstanden Figurenbilder.
Ein Stipendium des Landes Schleswig-Holstein führte Duwe 1966 für sechs Monate an die Cité Internationale des Arts in Paris. Die dort begonnene und 1968 beendete Arbeit Graue Wand gilt als sein erstes Hauptwerk, das die künftige Position als kritischer Realist ankündigte.
1969 trat Harald Duwe in die SPD ein. Im schleswig-holsteinischen Landtagswahlkampf 1970/71 unterstützte er – gemeinsam mit Thomas Ayck, Siegfried Lenz und Peter Nagel – im Rahmen der Wählerinitiative Nord die Kandidatur von Jochen Steffen zum Ministerpräsidenten.
Die Themen Bundeswehr, Freizeit und Umwelt gehörten jetzt zum Repertoire seiner Themen. Duwe traf die Entscheidung zur Trennung von Auftragsarbeiten und freien Werken. Das Themenspektrum erweiterte sich ab 1974 auf Demonstrationsbilder, Industriebilder und Gesellschaftsbilder.
1975 erhielt Duwe eine Dozentur für Freie Kunst/Malerei an der Fachhochschule für Gestaltung in Kiel, der heutigen Muthesius Kunsthochschule. Die Lehrtätigkeit in Hamburg beendete er 1977. Beauftragt durch Karl Fincke malte Duwe 1978 mit dem Abendmahl ein Hauptwerk seiner Gesellschaftsbilder.
Ein weiteres Hauptwerk entstand mit der vierteiligen Darstellung der Liebe – eine ganz alltägliche Geschichte. In diesen Jahren ergänzte Duwe seine Arbeiten auf den historischen Komplex Nationalsozialismus. Während eines Aufenthalts in New York im Jahr 1983 entstanden Stadtlandschaften. Anlässlich einer Jubiläumsausstellung für Gebrauchtwagen bemalte Duwe – gemeinsam mit Studenten – ein Kraftfahrzeug des Modells BMW 2000 CS.
Am 15. Juni 1984 starb Harald Duwe auf der Bundesstraße 404 zwischen Segeberg und Schwarzenbek in Höhe von Tremsbüttel an den Folgen eines Verkehrsunfalls.
Am 20. November 2016 wurde eine Folge der Sendung Lieb & Teuer des NDR ausgestrahlt, die von Janin Ullmann moderiert wurde. Darin wurde mit der Gemälde-Expertin Betae Rhenisch ein Gemälde von Harald Duwe besprochen und ein Ausschnitt aus einer alten Folge der Nordschau gezeigt, in der Duwe Thema der Sendung war.

## Ehrungen
- 1953: ars viva[2]
- 1981: Kulturpreis der Landeshauptstadt Kiel[3]

## Ausstellungen
- 1965: Erste Einzelausstellung im Marburger Kunstverein.
- 1968: Landesmuseum Schleswig (mit Engler/Schäuble)
- 1971: Kunsthalle Bremerhaven
- 1972: Einzelausstellung im Kunsthaus Hamburg
- 1973: Galerie Poll, Berlin
- 1974: Einzelausstellung in der Kunsthalle zu Kiel
- 1975: Von-der-Heydt-Museum, Wuppertal
- 1976: Kunstverein, Hamburg
- 1981: Landesmuseum Schloß Gottorf, Schleswig
- 1983: Werkschau Ausstellung in der Galerie Poll, Berlin
- 1983: Mensch und Landschaft in der zeitgenössischen Malerei, Moskau – Leningrad
- 1983: Kunst der Gegenwart in der BRD, Trondheim – Oslo – Malmö – Arhus
- 1985: In Memoriam Harald Duwe Hamburger Kunsthalle, Hamburg
- 1986: Freie Akademie, Hamburg
- 1987: Kunsthalle zu Kiel
- 1987: Museum für Kunst und Kulturgeschichte, Lübeck
- 1987: Städtische Galerie-Museum Ludwig, Aachen
- 1987 Einzelausstellung Heedendagse Kunst, Utrecht
- 1988: Badischer Kunstverein, Karlsruhe
- 1988: Staatliche Kunsthalle, Berlin
- 1991: Galerie Poll, Berlin
- 2006: Freie Akademie, Hamburg
- 2009: Fabrik der Künste Hamburg

## Preise
- 1970: Edwin-Scharff-Preis der Freien und Hansestadt Hamburg
- 1981: Kulturpreis der Landeshauptstadt Kiel

## Werke
- Vater mit Kind vor Straßenkreuzer
 (Bonn, Haus der Geschichte, EB-Nr.: 1994/03/0406), 1971, 118,3 × 88 cm (Rahmen)
- Graue Wand I, II, III & IV
 (Kiel, Leihgabe an die Kunsthalle zu Kiel, Privatbesitz) 1968, alle 4 jeweils 200 × 100 cm
- Sonntagnachmittag 
 (Hamburg, Leihgabe an die Hamburger Kunsthalle, Privatbesitz) 1956–1960, 130 × 180 cm
- Hockzellen
 (Wuppertal, Von-der-Heydt-Museum, Inv.Nr.: G 1314) 1966, dreiteilig je 130 × 79 cm
- Karneval der Direktoren
 (Kiel, Kunsthalle zu Kiel, Inv. Nr.: 864) 1977, 120 × 140 cm
- Großes Strandbild (mit Hochhäusern)
 (Kiel, Bildungszentrum Kiel-Mettendorf) 1976, dreiteilig 200 × 450 cm
- Abendmahl
 (München, Privatbesitz) 1978, 160 × 200 cm
- Liebe (Liebe, Heirat, Familien-Weihnacht, Altersheim)
 (Privatbesitz) 1980, oben 100 × 180, links 150 × 100, Mitte 150 × 180, rechts 150 × 100
- Der Trommler
 (Niederlande, Hedendaagse Kunst Utrecht Inv. Nr.: 83.5) 1982, li 150 × 100, Mitte 180 × 160, re 150 × 100
- Ein Platz an der Sonne, Wolfram. 
Flensburg, Städtisches Museum, Inv. Nr.: 23 161, 1976, 80 × 65 cm
- Ulrikes Kindheit
 (Berlin, Galerie Poll) 1967–1971, 150 × 100 cm
- Familienfeier
 (Berlin, Galerie Poll) 1974, 150 × 200 cm
- Die Bundeswehr schützt das ganze deutsche Volk
 (Dresden, Militärhistorisches Museum der Bundeswehr), 200 × 130 cm
- Strandbild
 (Hamburg, Altonaer Museum), Tondo 145 cm
- Bombenopfer
 (Nürnberg, Germanisches Nationalmuseum), Inventarnummer: Gm1933, 150 × 200 cm[4]